# Гердау (Німеччина)
Гердау (нім. Gerdau) — громада в Німеччині, розташована в землі Нижня Саксонія. Входить до складу району Ільцен. Складова частина об'єднання громад Зудербург.
Площа — 37,97 км2. Населення становить 1414 ос. (станом на 31 грудня 2021).

## Галерея

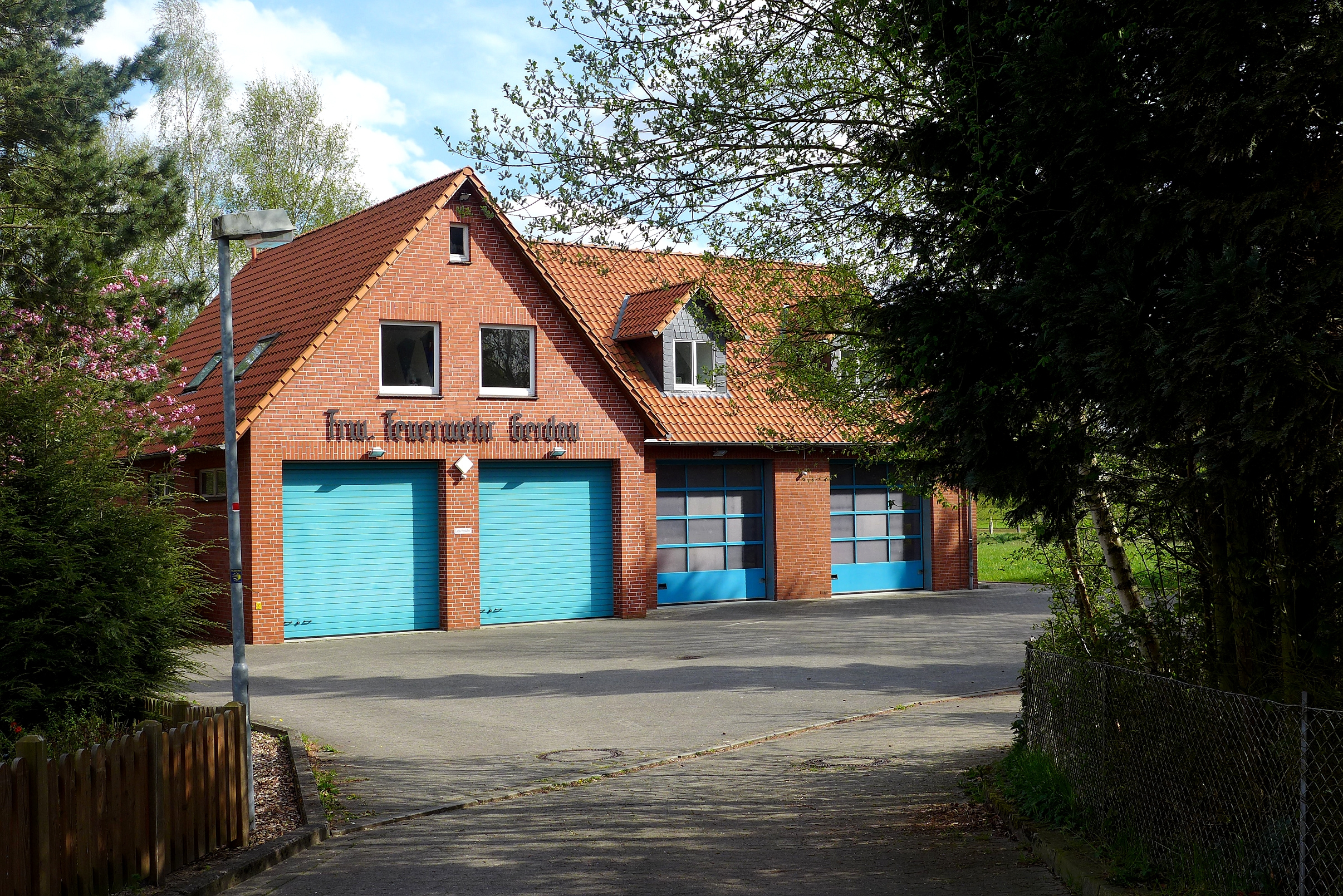
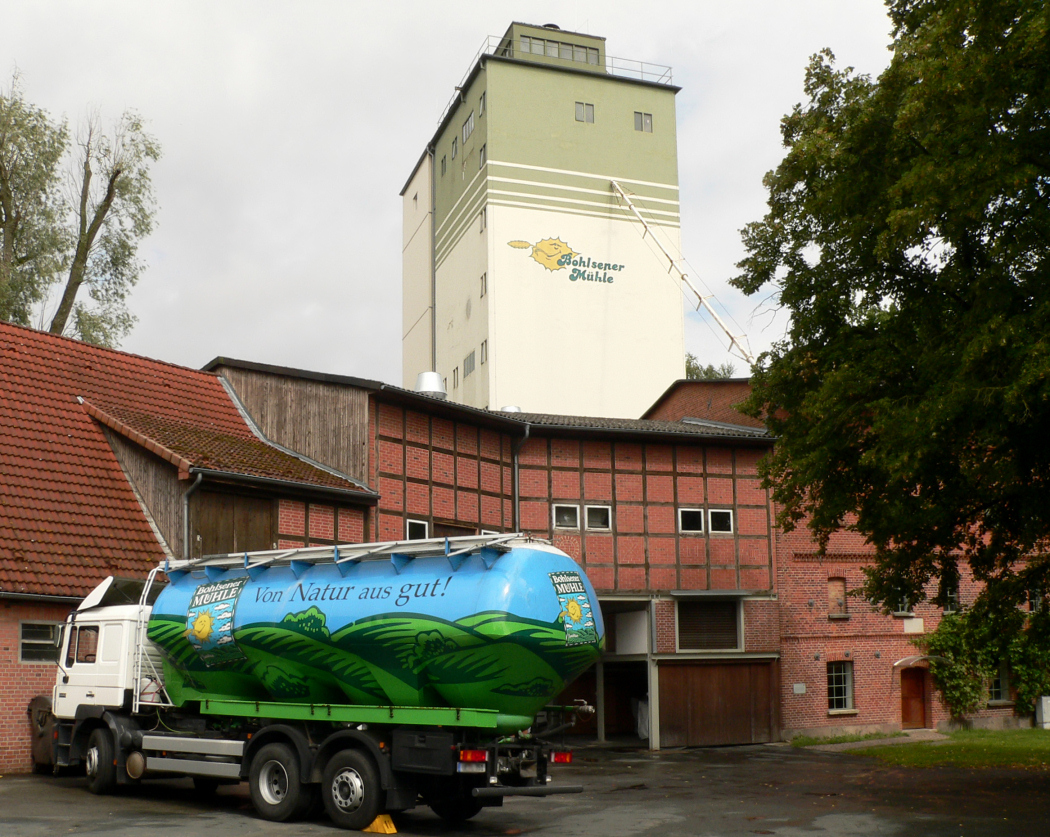